# Ilex metabaptista
Ilex metabaptista är en järneksväxtart som beskrevs av Ludwig Eduard Loesener och Friedrich Ludwig Diels. Ilex metabaptista ingår i släktet järnekar, och familjen järneksväxter.

## Underarter
Arten delas in i följande underarter:
- I. m. bodinieri
- I. m. myrsinoides